# Speyeria hennei
Speyeria hennei är en fjärilsart som beskrevs av Gunder 1934. Speyeria hennei ingår i släktet Speyeria och familjen praktfjärilar. Inga underarter finns listade i Catalogue of Life.